# Gaspard Corrette
Gaspard Corrette (geb. um 1671, gest. vor 1733) war ein französischer Komponist und Organist, der in Rouen und Paris aktiv war.

## Leben und Werk
Über sein Leben ist nur wenig bekannt. Er wurde wahrscheinlich in Rouen geboren, wo er Organist der Kirche Saint-Herbland war. Um 1720 zog er nach Paris. Gaspard Corrette ist der Vater des berühmteren Musikers und Komponisten Michel Corrette (1707–1795).
Das einzige uns überlieferte Werk von Gaspard Corrette ist seine Messe du 8e Ton  (Messe im 8. Ton) "zum Gebrauch religiöser Damen ..." für Orgel, die 1703 in Paris veröffentlicht wurde. Es ist eines der letzten Werke, die in der großen französischen Tradition der Orgelmesse geschrieben wurden, wie sie von Guillaume-Gabriel Nivers, François Couperin und Nicolas de Grigny und anderen verkörpert wurde.

## Messe du huitième ton
Messe du 8e Ton pour l’Orgue à l’Usage des Dames Religieuses, et utile à ceux qui touchent l’orgue.
- Premier Kyrie – Grand Plein Jeu
- Fugue
- Cromhorne en Taille
- Trio à deux dessus
- Dialogue à deux Chœurs
- Gloria in Excelsis – Prélude à deux Chœurs
- Concert pour les Flûtes
- Duo
- Récit tendre pour le Nasard
- Dialogue de Voix humaine
- Basse de Trompette ou de Cromhorne
- Dessus de Tierce par accords
- Tierce en Taille
- Dialogue à deux Chœurs
- Graduel – Trio
- Offerte – Grand dialogue à trois Chœurs
- Premier Sanctus – Plein Jeu
- Second Sanctus – Duo
- Élévation – Cromhorne en Taille
- Plein Jeu à deux Chœurs pour le premier Agnus Dei
- Dialogue en Fugue, pour le Second Agnus Dei
- Deo Gratias – Grand Plein Jeu
- (autre) Graduel – Basse de Trompette ou de Cromhorne
- (autre) Élévation – Fond d’Orgue

## Verschiedenes
Acht dieser Stücke aus der Messe du huitième ton wurden sorgfältig in das Orgelbuch von Limoges (Livre d'orgue de Limoges) kopiert.

## Einspielungen
- Gaspard Corrette, l’œuvre intégrale pour orgue. (Sämtliche Orgelwerke.) Marina Tchebourkina an der historischen Großen Orgel der Abteikirche von Saint-Michel-en-Thiérache. 2009 (EAN 13: 3760075340100) Inhalt
- Gaspard Corrette. Messe du 8e ton pour l'orgue à l'usage des dames religieuses, par Yves-G. Préfontaine à l'orgue historique Julien Tribuot (1699) en l’église St-Martin de Seurre, avec les Chantres du Roy, ATMA classique, CD : ACD22345, 2004.
- Gaspard Corrette. Messe à l'usage d'une Abbaye Royale, par Régis Allard à l'orgue historique (1631) en l'église Saint-Michel de Bolbec, avec l'Ensemble vocal Ad Limina, Hortus, CD: Hortus 061, 2009.

## Ausgaben
- Gaspard Corrette (herausgegeben und mit einem Vorwort versehen von Nicolas Gorenstein): Messe du 8e ton: pour orgue. Fleurier: Editions du Triton 1994 (Organa Gallica)